# Onthophagus ovatus
Onthophagus ovatus là một loài bọ cánh cứng trong họ Bọ hung (Scarabaeidae).